# Il ritmo del successo
Il ritmo del successo (Center Stage) è un film del 2000, diretto da Nicholas Hytner, incentrato sul tema della danza.
Il film colpisce lo spettatore non per la trama, quasi inesistente, ma per i numeri di alto livello eseguiti da ballerini professionisti e per le coreografie spettacolari.
Fra i protagonisti Ethan Stiefel, primo ballerino dell'American Ballet Theatre, la ballerina professionista Amanda Schull, la prima ballerina dell'American Ballet Theatre Julie Kent e l'attrice Zoe Saldana, nota per i suoi studi di danza classica.
In questo film fa il suo esordio Il'ja Kulik, pattinatore russo vincitore delle Olimpiadi invernali del 1998.
L'uscita del film in Italia fu programmata per il 15 settembre 2000.

## Trama
Dopo una serie di audizioni a livello nazionale, 12 ballerini ottengono la possibilità di entrare a far parte dell'American Ballet Academy di New york.
La storia si articola intorno al sudore, la sofferenza, la competizione, e gli amori di questo gruppo di ballerini, poco più che adolescenti, che nel corso dell'anno si impegnano in vista della prima, che consentirà, ad alcuni di loro, di entrare a far parte della compagnia di danza della scuola.
All'interno del film si sviluppa una sottostoria che vede Cooper Nielson impegnato a sedurre una ricca imprenditrice per conto di Jonathan Reeves al fine di finanziare la scuola.

## Coreografie
- Il lago dei cigni di Lev Ivanov.
- Romeo e Giulietta di Sir Kenneth Macmillan.
- Stelle e Strisce  di George Balanchine
- Susan Stroman

## Produzione
Le riprese sono state effettuate nel New York State Theater e negli studi di Williamsburg a Brooklyn.

## Sequel
Center Stage: Turn It Up (2008) un film del regista Steven Jacobson. La storia vede come protagonista questa volta Kate (Rachele Brooke Smith), una ballerina autodidatta cresciuta a Detroit, che ha come sogno nel cassetto quello di entrare nel prestigioso American Ballet di New York.
Center Stage: On Pointe è uscito nel 2016.

## Colonna sonora
1. I Wanna Be With You  - Mandy Moore
2. First Kiss - International Five
3. Don't Get Lost In The Crowd - Ashley Ballard
4. We're Dancing - P.Y.T.
5. Friends Forever - Thunderbugs
6. Get Used To This - Cyrena
7. A Girl Can Dream - P.Y.T.
8. Cosmic Girl - Jamiroquai
9. Higher Ground - Red Hot Chili Peppers
10. Come Baby Come - Elvis Crespo\Gizelle D'Cole
11. The Way You Make Me Feel - Michael Jackson
12. If I Was The One - Ruff Endz
13. Canned Heat - Jamiroquai
14. I Wanna Be With You - Mandy Moore